# كيرا هال
كيرا هال (بالإنجليزية: Kira Hall)‏ هي عالمة الإنسان أمريكية، ولدت في 10 أكتوبر 1962.